# Rudolf Weisker
Rudolf Weisker (* 1845 in Dyhernfurth, Landkreis Wohlau, Provinz Schlesien; † 20. April 1887 in Leipzig) war ein deutscher Modelleur anatomischer Wachspräparate und ein Unternehmer. Er begründete das Institut für Wachsbildnerei in Leipzig.

## Leben
Rudolf Weisker wurde als zweites Kind eines schlesischen Gebietsverwalters geboren. Er absolvierte eine Ausbildung als Bildhauer und Modelleur, hatte wohl aber zunächst keine Ambitionen zur wissenschaftlichen Modellierung. Weisker arbeitete mit Hermann Präuscher (1839–1896) zusammen, der Wanderausstellungen mit Taxidermien, Wachsmodellen und Reproduktionen indigener Menschen betrieb. 1858 schrieb Präuscher in einem Artikel in der Berliner Gerichts-Zeitung, dass er ein Kunstatelier etabliert habe, dessen Leiter Rudolf Weisker war. Weiskers spektakuläre Skulptur Die wachende Unschuld ist eine der wenigen Originalien, die sowohl die Wanderausstellungen als auch die Bombardements im Zweiten Weltkrieg überstanden. Sie steht heute im Pratermuseum Wien.

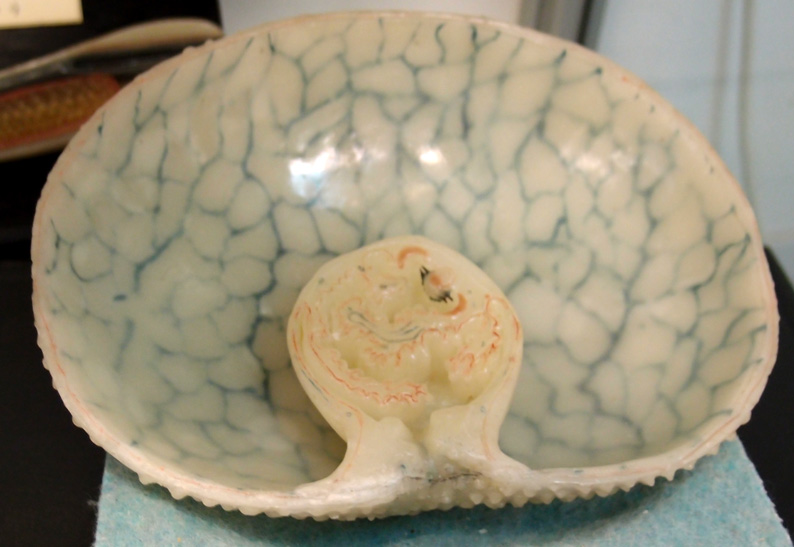
Historisches Wachsmodell des Finnenstadiums Cysticercus, Zoologische Sammlung Rostock

1868 ging Weisker nach Leipzig. Er versuchte sich zunächst als Bildhauer durchzusetzen, eröffnete dann ein Atelier in der Nähe des Zoologischen und Anatomischen Instituts der Universität Leipzig. Er entwickelte dabei neue Techniken. Obwohl ihm, im Gegensatz zu Adolf Ziegler, der akademische Background fehlte, spezialisierte er sich auf anatomische und entwicklungsbiologische Modelle. Er profitierte dabei von der Expertise des Begründers der Parasitologie Rudolf Leuckart. Dieser bat Weisker 1871 um die Herstellung parasitologischer Modelle für die Sammlung der Universität. Eng arbeitete Weisker dabei mit Leuckarts Schüler Arnold Braß zusammen. Weiskers Modelle dienten auch zur Illustration wissenschaftlicher Arbeiten und von Lehrbüchern. 1872 nahm Weisker als Aussteller am 45. Meeting der Versammlung Deutscher Naturforscher und Ärzte in Leipzig teil. Bei der Weltausstellung 1873 war er mit 25 Wachsmodellen menschlicher Parasiten und mit zwei oder drei anatomischen Modellen vertreten. Darüber hinaus arbeitete Weisker mit Wilhelm His zusammen. Er war aber nie an der Universität angestellt, sondern stets freiberuflich tätig. Ein Katalog Weiskers von 1890 tituliert ihn als Dr. phil., es gibt aber keinerlei Nachweise einer Dissertation Weiskers, nicht einmal einer Immatrikulation, so dass dies unter Umständen nur ein Marketingattribut war.
Weisker hatte vermutlich erhebliche finanzielle Probleme. Hinzu kamen die Konkurrenz mit Adolf Ziegler und dessen Sohn Friedrich Ziegler sowie die fehlende Vernetzung in der akademischen Welt. Zudem wurden zwei seiner Modelle zur Entwicklung mariner Larven als fachlich stark fehlerbehaftet eingestuft, im Gegensatz zur Serie der Zieglers. Weisker nahm sich selbst das Leben. Sein Leichnam wurde auf dem Friedhof in Connewitz beigesetzt. Sein Unternehmen wurde 1887 von Paul Loth aufgekauft, produzierte aber nicht mehr am ursprünglichen Standort. Modelle Weiskers finden sich noch heute in Sammlungen namhafter Universitäten.